# آندژی نیمان
آندژی نِـیمان (لهستانی: Andrzej Nejman؛ زادهٔ ۵ نوامبر ۱۹۷۴) بازیگر، مجری، کارگردان نمایش و مترجم اهل لهستان است.
از فیلم‌ها یا مجموعه‌های تلویزیونی که وی در آن‌ها نقش داشته‌است، می‌توان به هیچ ردی باقی نگذار، حوزه استحفاظی ۱۳، پرستار کودک، تنها عشق، نشانه‌گذاری‌شده، پدر متیو، تازه‌کار، در خوشی و سختی، پزشکان، قانون حقیقی، شامانکا و بچه‌ها و ماهی اشاره نمود.